# الأنا وذاتها
الأنا وذاتها (بالألمانية: Der Einzige und sein Eigenthum) هو عمل فلسفي بقلم الفيلسوف الألماني ماكس شتيرنر (1806-1856). نشر هذا العمل أول مرة في عام 1845، رغم أن تاريخ النشر سجل "1844" لإرباك الرقابة البروسية. العمل هو نقد فردي جذري للحضارة الأوروبية الحديثة وأيديولوجياتها، وخاصة الفكر الهيغلي والديني. ويحدد العمل شكلا فريدا من أشكال الأنانية الجدلية تقوم على الاستقلالية الفردية أو «الذاتية» (Eigenheit). لعب كتاب شتيرنر دورا في تراجع اليسار الهيغيلي، كما أثر على كارل ماركس بنظرته نحو المادية الجدلية، وكان أيضا مصدرا هاما للاسلطوية الفردية.

## روابط خارجية
- الأنا وذاتها على موقع الموسوعة البريطانية (الإنجليزية)
- الأنا وذاتها على موقع الموسوعة البريطانية (الإنجليزية)